# 針記羽毛球俱樂部
針記羽毛球俱樂部（直譯為針記羽毛球協會），或稱嘉潤羽毛球俱樂部，簡稱PB針記（PB Djarum），是印度尼西亞的一間羽毛球俱樂部，總部位於中爪哇省古突士縣。

## 歷史
印尼丁香菸企業針記的員工自1969年起在古突士縣的一座球場定期訓練，一年後該處成為大受針記員工歡迎的訓練地點。1972年，針記的員工開始參加羽球賽事，其中在未來成為世界知名羽球運動員的林水鏡在這一年獲得他生涯第一座全國青少年冠軍。林水鏡的表現，使當時針記的老闆黃輝聰下定決心將社團性質的球隊發展成專業的俱樂部。
1974年，針記在古突士成立第一間羽球俱樂部，接著於1976年在三寶瓏成立第二間俱樂部，日後又於雅加達、泗水成立據點。
自1976年起，針記的球員逐漸在國際賽場揚名，先是林水鏡首度晉級全英公開賽決賽，最後敗於另一名印尼人梁海量。兩年後的全英賽，林水鏡和梁海量再度會師決賽，成為首位奪下全英賽男單冠軍的針記俱樂部球員，也是第三位獲得全英賽男單冠軍的印尼選手，此後又兩度奪得全英賽男單冠軍。而另兩名球員楊榮美及陳金德則在1981年和1984年兩奪全英賽男雙冠軍。印尼在吉隆坡獲得1984年湯姆斯盃冠軍時，隊中八名隊員有七名來自針記俱樂部，這七人分別為林水鏡、洪忠和、哈迪揚托、陳金德、楊榮美、紀明發和陳財富，第八人則是伊薩克·蘇吉亞托。此後針記球員亦經常於全英公開賽、世界錦標賽、奧運等大賽取得佳績。
針記俱樂部自2006起舉辦青少年選手選拔賽，成績優秀者可以獲得獎學金。2019年，印尼的兒童保護委員會認定參賽選手統一身穿印有「Djarum」字樣的球衣，會使青少年在潛移默化下沒有意識到菸草對健康的危害，並對菸草產生積極的看法，違反《儿童保护法》。為此，針記決定於2020年停辦選拔賽，而1992年奧運女單金牌得主王莲香認為，針記長期以來為印尼培育了眾多優秀的羽球選手，此舉可能使印尼羽球在未來十年遭遇人才斷層。

## 簡介

### 設施
2004年，針記俱樂部在古突士建立一座占地總面積43,207平方公尺的的新場館，稱為GOR Jati，於2006年正式啟用，原本位於古突士的兩個場地則供當地居民打球使用。這座新場館耗資300億印尼盧比，主要作為男子單打及女子單打球員的訓練場地，而雙打選手則在雅加達訓練。GOR Jati號稱亞洲最好的訓練設施，其中共有十六面羽球場地，十二面的地面由木板鋪成，餘下四面為合成橡膠，並有會議室、辦公室、自助式餐廳、健身中心、電腦室、視聽室、圖書館及球員宿舍等設施。

### 教育
針記自成立以來，鼓勵選手從賽場上和教育中增廣見聞。由於俱樂部的成員來自小學到高中，需要在選手和學生的身分之間作好時間分配，針記與印尼的教育與文化部合作，支持學生以代表學校出賽的方式，而不須與其他學生一樣在相同的時間在學校中上課，並提供球員訓練用的獎學金。

## 著名選手
下表僅列部分由針記羽球俱樂部培養的運動員及部分成績：

### 退役
| 個人／組合       | 主要個人成績                                                                                   |
| ---------------- | ---------------------------------------------------------------------------------------------- |
| 林水鏡           | 三屆全英公開賽男單冠軍（1978、1979、1981）、1982年世界盃男單及三次男雙（1984、1985、1986）冠軍 |
| 紀明發           | 1980年世錦賽男雙及混雙冠軍、兩次亞運男雙（1978、1982）及兩次混雙金牌（1974、1982）             |
| 楊榮美           | 兩次全英公開賽男雙冠軍（1981、1984）、1980年世錦賽男雙亞軍                                     |
| 陳金德           | 兩次全英公開賽男雙冠軍（1981、1984）、1980年世錦賽男雙亞軍、兩次世界盃男雙冠軍（1984、1985）   |
| 阿迪             | 1989年世錦賽男單亞軍、1991年全英公開賽及世界盃男單冠軍                                         |
| 魏仁芳           | 1991年世錦賽男單亞軍、1992年奧運男單金牌、1993年世界盃男單金牌                                 |
| 阿爾比           | 1995年世錦賽男單冠軍、1994年亞運男單金牌                                                       |
| 郭宏源           | 1993年世錦賽男雙冠軍、兩次全英公開賽男雙冠軍（1992、1994）                                     |
| 洪忠中           | 1992年全英公開賽男雙冠軍、1992年奧運男雙銀牌                                                   |
| 邦邦·蘇普里昂托  | 1994年全英公開賽男雙冠軍                                                                       |
| 關有明／阿里安托 | 1995年全英公開賽男雙亞軍、1996年奧運男雙銅牌                                                   |
| 庫沙揚托／許一敏 | 1997年全英公開賽混雙亞軍、1997年世錦賽混雙季軍、2000年奧運混雙銀牌                             |
| 尤利安蒂         | 2008年奧運女單銅牌                                                                             |
| 通托維·艾哈邁德  | 全英公開賽混雙三連霸（2012、2013、2014）、兩次世錦賽混雙冠軍（2013、2017）、2016年奧運混雙金牌 |

### 現役
| 個人／組合           | 主要個人成績                                                                 |
| -------------------- | ---------------------------------------------------------------------------- |
| 穆罕默德·阿赫桑      | 兩次全英公開賽男雙冠軍（2014、2019）、三次世錦賽混雙冠軍（2013、2015、2019） |
| 凱文·桑加亞·蘇卡穆約 | 兩次全英公開賽男雙冠軍（2017、2018）、2018年亞運男雙金牌                     |
| 乔丹／苏珊托         | 2016年全英公開賽混雙冠軍                                                     |

## 腳註

### 備註
1. ↑  GOR全稱為Gelanggang Olah Raga，意為國際級羽毛球場；Jati為地名。

## 外部連結
- 針記羽毛球俱樂部官方網站